# NUTS:IS
Als NUTS:IS oder NUTS-Regionen in Island bezeichnet man die territoriale Gliederung Islands gemäß der europäischen „Systematik der Gebietseinheiten für die Statistik“ (NUTS).

## Grundlagen
In Island werden die drei NUTS- und zwei LAU-Ebenen wie folgt belegt:
- NUTS-1: 1 – Island
- NUTS-2: 1 – Island
- NUTS-3: 2 Hagskýrslu-svæði – Hauptstadtregion einerseits sowie alle andere Regionen andererseits
- LAU-1: 8 Landsvæði
- LAU-1: 79 Sveitarfélög

## Liste der NUTS-Regionen in Island
| NUTS 1 | NUTS 1 | NUTS 2 | NUTS 2 | NUTS 3 | NUTS 3                               |
| IS0    | Island | IS00   | Island | IS001  | Höfuðborgarsvæðið (Hauptstadtregion) |
| IS0    | Island | IS00   | Island | IS002  | Landsbyggð (alle andere Regionen)    |

## Nachweise
- EC, Eurostat: Statistical regions for the EFTA countries and the Candidate countries. Reihe Methodologies and workingpapers,  2008 edition, ISSN 1977-0375, Abschnitt Iceland, S. 14 ff  (PDF, en, epp.eurostat.ec.europa.eu; Statistische Regionen außerhalb der EU, epp.eurostat – Übersichtsseite)